# Vojak
Vojak je dio grada Rijeke. Na području Vojaka djeluje istoimeni mjesni odbor.

## Zemljopis
Vojak je smješten u istočnom dijelu grada Rijeke, a omeđen je mjesnim odborima: Bulevard, Krimeja, Podvežica, Gornja Vežica i Trsat. 

## Stanovništvo
MO Vojak prema popisu stanovništva iz 2001. godine na području od 19,66 ha ima 2854 stanovnika.

## Povijest
Poglavarstvo Grada Rijeke je na temelju članka 6 Odluke o mjesnoj samoupravi, na sjednici održanoj 9. rujna 1997. godine donijelo Zaključak o osnutku mjesnog odbora Vojak.

## Obrazovanje
- Osnovna škola ''Vladimir Gortan''

## Vanjske poveznice
- Službene stranice
- Interaktivni zemljovid MO[neaktivna poveznica]